# The Young Schubert
The Young Schubert is een album uit 1992 van de New London Chorale, een Engelse muziekgroep onder leiding van Tom Parker, die klassieke muziek bewerkt tot popsongs.
Zoals de naam zegt staat de componist Franz Schubert centraal in dit project. Een grote hit van dit album is Love will find a way. Verder staan er onder andere bewerkingen op van stukken als het Ave Maria, Marche militaire en Der Lindenbaum.

## Solisten
- Marilyn David
- Amy van Meenen
- Gordon Neville
- Lance Ellington
- Tom Parker

## Songs
1. A part of me
2. Where's my home today
3. So much to give
4. A week in life
5. Child of the ocean
6. Love will find a way
7. Ave Maria
8. They'll never believe me again
9. The linden tree
10. To music
11. You and me
12. The uprising